# Альбукерке (аеропорт)
Міжнародний аеропорт Альбукерке (IATA: ABQ, ICAO: KABQ, FAA ідент. місц.: ABQ) — це основний міжнародний аеропорт, який обслуговує американський штат Нью-Мексико, столичний район Альбукерке. Аеропорт обслугував 5 467 693 пасажирів у 2018 році. Аеропорт розташований в окрузі Берналільйо, штат Нью-Мексико, між річкою Ріо-Гранде та горами Сандія, на схід від старого міста Альбукерке та Барелас, в 3 милях (5 км) на південний схід від центру Альбукерке, на південь від університету Нью-Мексико та безпосередньо на захід від національних лабораторій Сандія та авіабази ВПС Кіртленд.
Аеропорт замінив старе летовище Окснард-Філд, яке служило для пасажирських авіаперевізок тільки два роки (1928-1948 — 20 років).